# Kläcklinge
Kläcklinge är en ö i norra delen av sjön Åsnen, Kalvsviks socken, Kronobergs län med en areal på 639 tunnland, cirka 320 hektar.
De adliga ätterna Gyllensparre, Rosenbielke, Rudebäck, Bergman och Ulfsax har varit ägare av ön sedan 1500-talet och fram till början av 1800-talet då ön efter arvskifte och storskiftet 1810 köptes av självägande bönder. Ön var i stort sett obebodd under 1600-talet med endast ett oskattelagt torp. På karta från 1638 finns detta hus på samma plats där en mindre herrgårdsbyggnad för ett säteri uppfördes i början av 1700-talet, belägen på nuvarande gården Bastaholm. Torpet Nabben etablerades före 1661. Flera torpetableringar skedde under senare delen av 1700-talet och framför allt under 1800-talet. Med nya jordägare under början av 1800-talet skedde en kraftig befolkningsökning på Kläcklinge, något som norra brobyggnationen vid mitten av seklet också bidrog till. De gamla 1700-talstorpen blev gårdar.
Ön har två broförbindelser med fastlandet, den norra bron intill gården Nabben är från mitten av 1800-talet och den södra tillkommen genom AK-arbeten i slutet av 1930-talet. Samtidigt förbättrades och uträtades det då undermåliga vägnätet på ön.

## Historia
Kläcklinge omnämns 1545 som Klecklingh som betyder "den lilla" klacken. Ön är ett gammalt frälsehemman på ett mantal om 4 lispunds smörränta som väpnaren Jöns Henriksson Gyllensparre  år 1509 fick i arv efter sin moder Ingeborg Jonsdotter (död 1509), Jon Folkassons dotter. Egendomen lydde då under Ingelstad i Östra Torsås socken.
Ön Kläcklinge, även kallad Kläcklingen och Kläcklingeholmen, brändes av danskarna 1612.
Kläcklinge blev eget säteri före 1628, då även Hulevik i Västra Torsås socken inlades under sätesgården och ägdes av majoren Jöns Persson Gyllensparre till Ingelstad (död 1685), gift med Elin Sjöblad år 1624 i Agunnaryd. I jordeboken 1650 anges att Gyllensparre äger Kläcklinge till sätesgård och den årliga räntan uppgår till endast 2 årliga hästar och två konungshästar. Den äldste sonen Per Jönsson Gyllensparre fick därefter Kläcklinge till hemvist, men han skötte sig illa varför han måste avstå gården till sin yngre broder Erik och själv flytta till Hulevik, Västra Torsås socken, som också upphöjts till säteri på 1600-talet. 1672 och 1674 anges Erik Gyllensparre som ägare till Kläcklinge. Erik dog 1677 och under 1690-talet ägdes Kläcklingen av en släkting, Göran Rosenbielke.
År 1683 anges Kläcklinge vara bebyggt så att "det kan qvadrera emot profossens villkor, som det jämväl bebor och låter bruka med egen avel. På gården är endast uppsatt ett oskattelagt torp". Profossen var det lägst rankade befälet som övervakade ordningen bland soldaterna, verkställde bestraffningar m.m.. På karta från 1661 anges emelletrid säteriet. Sätesfriheten upphörde sannolikt med Karl XI:s reduktion och Kläcklinge bestod som frälsehemman fram till 1810.
Kläcklinge ägdes i början av 1700-talet av generalmajoren Bengt Rudebeck (1670–1724) som dog ogift. Det omtalas i Smålands beskrivning att assessorskan Cecilia Magdalena Rudebäck till Kläcklinge år 1735 skänker en vacker oblatask till Kalvsviks kyrka. Åren 1761-1774 ägdes säteriet av en släkting, hovrättsassessor Carl Henrik Bergman (1713-1774), tillika ägare av Huseby bruk.
Lantmäteriets karta från 1744 över sjön Åsnen utmärker Kläcklinge säteribyggnad på södra delen av ön och torpet Nabben på norra udden. Torpet Nabben finns också upptaget i kyrkoböckerna 1692 (faddrar därifrån i boken om födda) och 1727 (husförhörslängden).  Redan 1661 utvisar Lantmäteriets historiska karta  bebyggelse på Nabben och säteriet, som den enda bebyggelse på Kläcklingeön. Under slutet av 1700-talet tillkom torpen Skägganäs och Nyatorp samt Nybygget (eller Lilla Skägganäs) omkring 1800.
Den 29 mars 1795 dog kaptenen Anders Magnus Ulfsax, då 72 år gammal, på Kläcklinge säteri. Vid storskiftet 1810 delades ön (då benämnd Kläcklinge säteri) mellan hans son, fänriken Magnus Lorentz Ulfsaxs (1749-1796) änka Maria Elisabeth,född Hansdr. Wickenberg från Silkesnäs (till hälften omfattande södra delen inkl. säteribyggnationen) och barnen Per (1/5-del inkl. torpet Nabben ), Fredrik (1/5-del inkl. Nyatorp) samt Louisa Ulrika (1/10-del inkl. torpen Skägganäs och Kättudden samt Binäset).
Kronobefallningsmannen Anders Gabriel Branting, född 1759 i Silkesnäs, Skatelövs socken, dog 1819 på Kläcklinge. Han gifte sig i andra äktenskapet 1797 i Kalvsviks socken med jungfrun Carolina Gustafva Ulfsax, dotter till ovan nämnde fänriken vid Kronobergs regemente Magnus Lorentz Ulfsax och Maria Elisabeth Wickenberg. Kommissarie Branting skänkte år 1802 en kollekthåv till Kalvsviks kyrka.

## Ägarlängd för Kläcklinge säteri
- 1509  Ingeborg Jonsdotter (död 1509)
- 1509  Sonen, väpnaren Jöns Henriksson, gift med dotter till familjen Ulfsax.
- 1550  Sonen, häradshövding Jöns Jönsson till Ingelstad (G) och Kråksjö (G)
- 1577  Sonen Per Jönsson (död 1611)
- 1628  SÄTESFRIHET (säteri tillsammans med Hulevik i V Torsås socken under Ingelstad, Ö Torsås socken)
- 1629  Kaptenen Jöns Persson, adlad Gyllensparre 1629 (död 1685)
- 16xx  Sonen Per Jönsson Gyllensparre, som skötte sig illa och dog utfattig.
- 16xx  Brodern, ryttmästaren Erik Gyllensparre (död 1677), gift med Magdalena Ulfsax
- 1677  Kaptenen Knut Rosenbielke (1637-1694), gift 1660 med Magdalena Jönsdotter Gyllensparre (1635-1717). Till Lidhem och Kläcklinge.
- 1684  KARL XI:s REDUKTION - sätesfriheten går förlorad, frälsehemman därefter.
- 1693, 1696  Sonen, kaptenen Jöran Rosenbielke (1663-1709) till Line-Hofgård (idag Lidhems gods, Väckelsång socken) och Kläcklingenholm. Gift 1:a (år 1698) med Magdalena Rudebeck (1664-1698) och  2:a (år 1700) med Elsa Elisabeth Ulfsparre af Broxvik (1675-1748).
- 1710 Johan Hierta - gift sig 1710 med Elsa Elisabeth Ulfsparre af Broxvik. Han dör 1712 i Tyskland.
- 1713  Generaladjutant Bengt Rudebäck (1670-1724), dog ogift.
- 1715-1717 Kaptenen H. von Ebertz gifter sig år 1714 med Elsa Elisabeth Ulfsparre af Broxvik.
- 1724  Fru Cecilia Magdalena (Rudebäck) Gyllennecker (död 1741, gift  1:a med assessor Erik Gyllennecker 1671 - död 1728  på Kläcklinge - barnlösa) och 2:a Ernst Schrader.
- 1741  Fru Maria Kristina (Rudebäck) Bergman (1686-1757)
- 1757  Kamrer Paul Gustav Bergman (1709-1786)
- 1761  Brodern, assessor Karl Henrik Bergman (1713-1774), även brukspatron på Huseby Bruk.
- 1774  Hans änka fru Elenora Bergman, född Björk (1731-1794)
- 1778  Kaptenen Anders Mangus Ulfsax (1724-1795)
- 1786  Sonen, fänriken Magnus Ulfsax (1749-1796)
- 1796  Änkan Maria Elisabeth, född Hansdotter Wickenberg (1750-1829)
- 1810  STORSKIFTET - Kläcklinge skiftades mellan arvingarna

Under början av 1810-talet avyttrade Magnus Ulfsax änka sin arvslott, södra halvan av ön om ½ mantal, utom släkten. Vid denna tid avyttrade även barnen sina andelar.

## Säteriet splittras i bondehänder på 1810-talet
Per Ulfsax (1780–1842) och hans hustru Gustafva, född von Lövenadler, innehade inom sin arvslott på norra ön gården Nabben åren 1810–1812 (Nabben arrenderades av Nils Pehrsson, född 1768). Hans 1/5-del avyttrades till dannemannen Sven Magnusson (1778–1836), då bosatt i Jularelycke (idag del av Sunnanvik)  i Skatelövs socken, vars son Sven Svensson (1811–1882) därefter anges som säteriägare och innehavare av Nabben. Gården har tills idag (2021) varit i samma släkts ägo under  mer än 200 år. Huset där brann ned mellan den 31 mars och den 1 april 1855. "Elden märktes kl. 11 på aftonen af tjänstepigan på stället, som därom underrättade husbonden. Men elden hade då redan tagit sådan fart, att då köksdörren öppnades, lågorna flammade ut och man fick fly ut genom fönstren". Vid branden innebrändes två av barnen, 9 och 3 år gamla och två skadades svårt liksom fadern vid räddningsarbetet. Då lösöret inte var brandförsäkrat blev förlusten 4-5000 Riksdaler Riksgäld, men klarades av då familjen var förmögen. Huset ersattes redan samma år med en nyuppförd timring som nedmonterades på Järnsmedbacken, Hössöhalvön, 4–5 kilometer därifrån, och finns kvar än idag.
År 1813 förvärvade Måns Persson Mörk (kallad Mörkamassen), född 1777 i Jämnshög, Blekinge, och hans hustru Hanna Svensdotter, född 1781, 1/4-del och 1/6-del av säteriet. Delarna överläts 1822 till Sven Nilsson och hans hustru Marie Håkansson. 1845–1850 var Hanna Svensdotter och dottern Bengta i husförhörslängden skrivan på Kalvsviks backstuga. "Mörkamassen" dog utfattig. 1815 blev bröderna Samuel och Peter Sjöberger ägare av 1/4:s mantal av säteriet, bl.a. nuvarande Bastaholms gård där karaktärsbyggnaderna för säteriet varit belägna. Marken styckades därefter i två åttingar som 1817 såldes till Erngisel Clementsson och Olof Sunesson, båda från Almundsryds socken, Kronobergs län. Branting dog som inhyses hos den senare. Vid mitten av 1800-talet ägdes Kläcklinge av 10 bönder. Laga skifte genomfördes för södra ön år 1866. På ön fanns då även två torp och sex backstugor.

## Folkmängd, skolor m.m.
Folkmängden kan  ha varit omkring 100 personer på Kläcklinge vid mitten av 1800-talet. Hela Kalvsviks socken hade 1 285 invånare år 1805 och 1 409 invånare år 1860. År 1853 gick 100 barn i en fast skola (kyrkbyn) och ambulerande skola med organisten och en oexaminerad lärare som skötte undervisningen. Redan 1857 började man hålla särskild skola för barnen på Kläcklinge. Den hölls hemma 2 månader om året. En folkskola uppfördes 1878–1879 för socknens barn på Kläcklingegården Nabben (idag privatbostaden Nabbelund). Skolan drogs in 1947 på grund av för litet barnantal. Fiske och fruktodling har varit huvudnäringar jämte jordbruk. Idag (2013) bedrivs inget heltidsjordbruk på Kläcklinge. Lanthandel fanns från 1938 i Askelund fram till 1950, varefter den flyttades till ett nytt affärs- och bostadshus på grund av ändrad vägsträckning. Verksamheten lades ned 1968. På Kläcklinge har man funnit en källa som håller "bittervatten", vilket i synnerhet skulle varit verksamt mot kolik.

### Fotnoter
1. ↑  Enligt storskiftet 1809, Lantmäteriverket
2. ↑  ”Avmätning uppå Nye Bergqvara och Trestenhult Underliggiande godz”, Äldre geometriska kartor, Riksarkivet, SE/RA/81003/2/Nya Bergkvara (år 1638)
3. ↑  P-G Vejde, Kronobergs läns herrgårdar (se referenser)
4. ↑   Kalvsviks hembygdsbok, "De tre säterierna i Kalvsviks socken på 1600-talet", sidan 7–32 i årsboken 2006
5. ↑  Innehade år 1625 Värebol i Väckelsångs socken, troligen ett arv efter modern Katarina Stråle av Ekna. /P G Vejde.
6. ↑  Jöns Persson Gyllensparre, major, dog 1685, gift med Elin Nilsdotter Sjöblad. Barn bl.a. Per Jönsson Gyllensparre, död 1690. Student vid Uppsala universitet 1648. Gift 1657 med Märta Jönsdotter Rosenbielke från Lästad, Blädinge socken. Sonen Per Jönsson Gyllensparre dog 1690 utfattig.
7. ↑  Ryttmästare, gift före 1675 med Magdalena Ulfsax. Död 1677-01-0.1 Magdalena Ulfsax levde ännu 1712. Gift första äketenskap 1673 med ryttmästaren Erik Gyllensparre. Hon besvärar sig över sin man Erik Gyllensparre, som slagit henne 22 ggr. De förliktes. Gift andra äktenskap 1681-01-25 i Högsby socken Kalmar län med löjtnanten vid Smålands kavalleriregemente Anders Campbell.
8. ↑  P-G Vejde, Huleviks säteri, 1943 (LIBRIS-ID:10391476)
9. ↑  Kapten. Född 8/7 1663 i Line Hovgård (idag Lidhem), Väckelsång socken. Död 24/1 1709 i Väckelsång. Gift 5/10 på Ekeryd, Väckelsång, med Magdalena Rudebäck. Född 8/2 1664. Död 2/4 1698.
10. ↑  Källa: P-G Vejde, Kronobergs läns herrgårdar (se referenser)
11. ↑  Son till hovrättsassessor Paul Rudebeck (1632-1687) och bror till Paul och Petter Rudebeck – båda ägare av Huseby bruk 1689. Bengt Rudebeck var ägare av Sjöbol och Skärsjöhult samt Änganäs i Nöbbele socken, Kläcklinge i Kalvsviks socken och Fanhult i Virestads socken m. m. (alla i Kronobergs län). Född 1670-12-30 på Järstorp. Sergeant vid artilleriet i Stockholm 1687. Auditör. Erhöll kungens tillstånd att resa utomlands 1689. Förnyelse av respasset 1692-04-12. Gick i utrikes tjänst, vari han slutligen blev generalmajor. Död ogift 1724-02-12 i Stockholm, och begraven s. å. 5/5 i Nöbbele kyrka, där hans vapen uppsattes.
12. ↑  Död 1741, gift i första äktenskapet med assessor och häradshövdingen Erik Gyllenecker (1670–1728, barnlösa och det andra med översteelöjtnant Ernst Schrader före 1735. Cecilia Magdalena Rudebecks far var kaptenen Johan Rudebäck (1655–1683) som i sin tur var son till ovannämnde Paul Rudebeck och delägare med brodern Petter Rudebeck av Huseby bruk 1696
13. ↑  Carl Henrik Bergman (1713-1774) var gift med Hedvig Elisabeth Castine vars morfar var tidigare nämnda Göran Rosenbielke gift med Magdalena Rudebeck.
14. ↑  Född 1724-02-01 Ekna. Kapten 1772 vid Kronobergs regemente, antagen 1739 och avsked 1777. Död 1795-03-29 på Kläcklinge. Gift 1748-07-24 med Maria Christina Lithovia, dotter till domprosten i Göteborg Isak Lithovius och Margareta Bure.
15. ↑  Sekreterare, död 1842 i Lerike, Tjureda socken.
16. ↑  Häradskontoristen Fredrik Ulfsax (1788-1864) bodde och dog i Skavenäs Matsgård, Tjureda socken.
17. ↑  Levde 1784-1856, gift 1812 med regementspastorn Aulander i Kalmar.
18. ↑  Född 1773 och död efter 1806 med före 1809 då hon inte omnämndes i protokollet vid storskiftet.
19. ↑  Tidningen Folkets röst, 1855-04-14
20. ↑  Källa:Hössöboken (se referenser)
21. ↑  Källa: Smålands beskrifning (se referenser)
22. ↑  Historiskt-geografiskt och statistiskt lexikon öfver Sverige, fjärde bandet, Stockholm 1863.